# Euparkerella cryptica
Espèce
Euparkerella cryptica est une espèce d'amphibiens de la famille des Craugastoridae.

## Répartition
Cette espèce est endémique de l'État de Rio de Janeiro au Brésil. Elle se rencontre à environ 70 m d'altitude dans la municipalité de Silva Jardim.

## Publication originale
- Hepp, Carvalho-e-Silva, Carvalho-e-Silva & Folly, 2015 : A fifth species of the genus Euparkerella (Griffths, 1959), the advertisement calls of E. robusta Izecksohn, 1988 and E. tridactyla Izeckshohn, 1988, and a key for the Euparkerella species (Anura: Brachycephaloidea: Craugastoridae). Zootaxa, no 3973, p. 251-270.